# Fürnried
Fürnried ist ein Gemeindeteil (Pfarrdorf) von Birgland im Landkreis Amberg-Sulzbach in der Oberpfalz in Bayern. 

## Geschichte
Fürnried wurde 1043 als „forha“ (vermutlich von Föhre) erstmals urkundlich erwähnt.
Durch das erste bayerische Gemeindeedikt wurde Fürnried 1808  Steuerdistrikt. Durch das zweite bayerische Gemeindeedikt wurde der Ort 1818 eine eigenständige politische Gemeinde. Am 1. Juli 1972 wurde Fürnried nach Birgland eingemeindet.
Beim Wettbewerb Unser Dorf hat Zukunft 1974/1975 errang Fürnried beim Bezirksentscheid Gold und beim Landesentscheid Silber. 1976/1977 errang es beim Bezirksentscheid und beim Landesentscheid Gold sowie beim Bundesentscheid Silber. 1986 wurde es auf Bezirksebene mit Silber ausgezeichnet. 2009 erreichte es Gold beim Bezirksentscheid und Silber beim Landesentscheid.

## Baudenkmäler
- Pfarrhaus
- St. Willibald (Fürnried)